# ЛСД арт

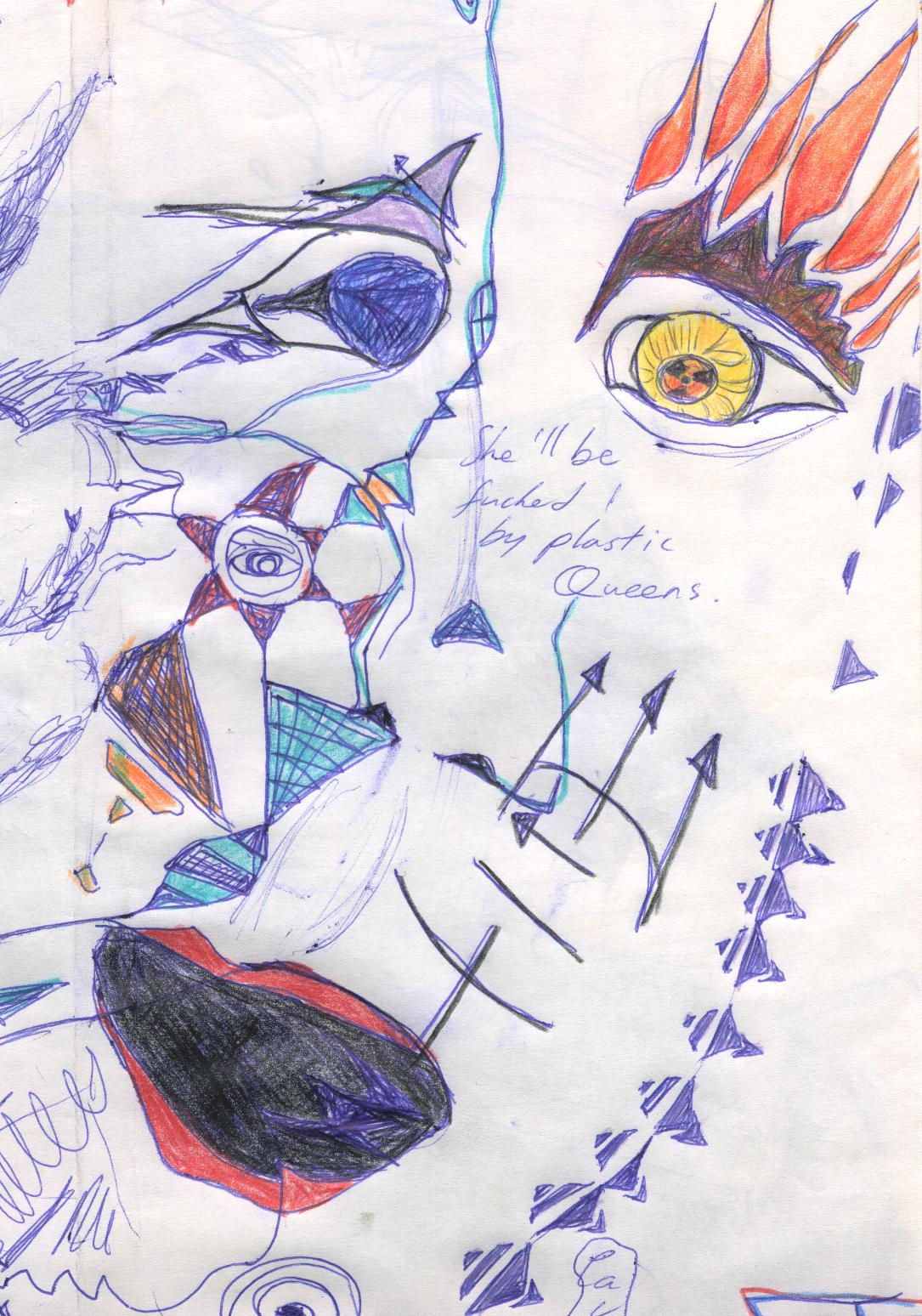
Малюнок, зроблений під впливом ЛСД. Доктор Оскар Янігер відзначив схожість між картинами намальованими під впливом наркотиків та роботами шизофреніків.

Художники та вчені були зацікавлені в ефекті ЛСД (діетіламіда лізергінової кислоти) що мав вплив на малюнок і живопис, оскільки це вперше стало доступно для легального використання і загального споживання. Доктор Оскар Янігер був одним з піонерів в області вивчення взаємозв'язку між ЛСД і творчістю. Найбільше причарував Янігера той факт, що «картини, намальовані під впливом ЛСД, мали деякі атрибути тотожні малюнкам шизофреніків». Янігер стверджував, що професійні художники могли «підтримувати певний баланс, триматися у сидлі» ЛСД-психозу та «осідлати Пегаса своєї творчості». Янігер ввів термін «суха шизофренія» - коли людина здатна контролювати свою свідомість будучи «божевільною» в той самий час.
ЛСД викликає зорові галюцинації, аудіовізуальні синестезії, і переживання у вигляді дереалізації, коли ці ефекти змішуються з свідомістю художника, вони часто ілюструють свої галюцинації. ЛСД також змінює особистість та сприяє автора до прояву чистих емоцій. Художник часто створював свої найкращі твори, дозволяючи показати свої справжні емоції чим надавав істинний сенс роботі.
[джерело?]
У Нідерландах, Доктор Станіслав Гроф практикував «ЛСД психотерапію» у 1980-х роках, дозволивши своїм пацієнтам малювати під впливом ЛСД. Деякі з його пацієнтів намалювали безліч картин під ЛСД.

## Історія
Початок ЛСД мистецтва сходить до 1960-х років. Препарат став такий популярний, що в деяких країнах його почнуть забороняти  в 1967 році. Французький художник Анрі Мішо, вважається "піонером психоделічного мистецтва". Мішо експериментував з ЛСД при створенні своєї знаменитої книги 'Жалюгідне диво', в яку увійшли як його письмові твори так і малюнки. Багато художників зрозуміли, як ЛСД також може надзвичайно та позитивно вплинути на їх твір, тому він був таким популярним протягом 1960-х років.

### Психоделічні художники
- Pablo Amaringo(інші мови)
- Brummbaer(інші мови)
- Джорджо де Кіріко
- Сальвадор Далі
- Роджер Дін
- Warren Dayton(інші мови)
- Ернст Фукс
- Ганс Рудольф Ґігер
- Алекс Грей
- Rick Griffin(інші мови)
- John Hurford(інші мови)
- Alton Kelley(інші мови)
- Mati Klarwein(інші мови)
- Пітер Макс
- Stanley "Mouse" Miller(інші мови)
- Victor Moscoso(інші мови)
- Gilbert Shelton(інші мови)
- John Van Hamersveld(інші мови)
- Robert Williams(інші мови)
- Wes Wilson(інші мови)
- Karl Ferris(інші мови)
- The Fool (design collective)(інші мови)
- Роберт Крамб
- Анрі Мішо